# Abdisalam Aato
Abdisalam Aato (em somali, Cabdisalaan Caato; em árabe: عبد السلام عاتو , ) (Mogadíscio, 1970) é um director e produtor de cinema nascido na Somália e nacionalizado norte-americano. É o fundador de Olol Films, uma companhia de produção à vanguarda do movimento Somaliwood dentro da indústria cinematográfica somali.

## Biografia
Aato nasceu na década de 1970 em Mogadíscio, capital do país africano de Somália. Depois do despoletar da guerra civil somali em começos da década de 1990, Aato mudou-se o Quénia, onde viveu perto de três anos.
Em 1996, Aato viajou para os Estados Unidos, convidado pelo seu irmão. Inicialmente residiu no estado de Geórgia com toda a sua família, previamente à morte do seu pai. Mais tarde, Aato começou a estudar ciências audiovisuais numa academia no dito estado. Em 2001 mudou-se para Columbus, Ohio, cidade onde reside na actualidade.
Aato está casado e tem descrito a sua esposa como uma das suas principais inspirações, até ao momento, para criar cinema.

## Carreira
Enquanto vivia na Geórgia, Aato começou a sua carreira profissional como locutor e apresentador de rádio numa estação de televisão comunitária. Ao mesmo tempo começou a escrever guiões de curtas-metragens, escrevendo mais tarde histórias para longas-metragens. Mais tarde fundou Olol Films, uma companhia de produção estabelecida em Columbus que se encarrega de produzir filmes enquadrados dentro do movimento de Somalliwood.
Em 2003 estreou Rajo (Esperança), a sua primeira longa-metragem somali. O filme foi uma produção relativamente grande, com um helicóptero e vários veículos de luxo contratados para este fim. Estreou-se no Dia de Acção de Graças no Studio 35 e numa sala de cinema de Minneapolis.
Aato tem produzido, escrito e dirigido nove longa-metragens e alguns documentários em seu estudo em Cleveland Avenue, com outras produções em etapa de desenvolvimento. Colabora estreitamente com a sua esposa em todos seus projectos cinematográficos, nos quais ela o apoia através de assessoria e assessoramento sobre alguns aspectos técnicos.
Além disso, Aato lançou Bartamaha, um website multimédia dedicado à música, curtas-metragens, notícias e cultura da Somália. Também é anfitrião do programa semanal de televisão Wargelin Show, que se centra na política e na sociedade do seu país natal. A partir de 2013, Aato começou a desempenhar funções como Assessor Sénior de Meios do Governo Federal de Somália.

## Filmografia seleccionada
- Rajo (2003)
- Xaaskayga Araweelo (2006)
- Ambad (2011)